# Équipe d'Indonésie de rugby à XV
L'équipe d'Indonésie de rugby à XV rassemble les meilleurs joueurs de rugby à XV d'Indonésie.
L'équipe d'Indonésie est classée à la 105ième place au classement IRB du 11/02/2023.

## Histoire
L'équipe d'Indonésie joue son premier match international contre le Cambodge en 2006 (défaite 30 à 7).
En 2007, elle remporte la sixième division du championnat asiatique des nations face au Cambodge (11-10), au Laos (17-3) et à Brunei (28-13)
En 2008, elle domine le Laos (23-11) puis le Cambodge (55-3) pour s'imposer lors d'un tournoi régional du Tournoi des cinq nations asiatique. En 2009, elle termine quatrième et dernière de la troisième division de ce tournoi.

## Palmarès
- Vainqueur de la sixième division du championnat asiatique des nations 2007
- Vainqueur du tournoi régional de Jakarta lors du Tournoi des cinq nations asiatique 2008.